# Синдром хронической передозировки инсулина
Синдро́м хрони́ческой передозиро́вки инсули́на (СХПИ, феномен (синдром) Шомодьи, рикоше́тная гипергликемия, по́стгипогликеми́ческая ги́пергликеми́я) — в 1959 году, обобщив результаты многочисленных наблюдений, американский учёный Майкл Шомодьи (англ. Michael Somogyi) сформулировал вывод о существовании феномена постгипогликеми́ческой гипергликеми́и (введение завышенных доз инсулина приводит к гипогликемии, которая стимулирует секрецию контринсулиновых гормонов и рикошетной гипергликемии — ответному повышению уровня глюкозы в плазме крови). В любое время суток уровень инсулина в плазме крови оказывается выше требуемого, что приводит либо к гипогликемии (которая не всегда распознаётся пациентами), либо к перееданию. Выброс контринсулиновых гормонов на фоне инсулинотерапии ведёт к значительным перепадам концентрации глюкозы в плазме крови, что способствует нестабильному течению сахарного диабета 1-го типа у многих пациентов. Длительное повышение уровня контринсулиновых гормонов приводит к развитию кетонурии и даже кетоацидозу.

## Историческая справка
После первого успешного применения препарата инсулина Фредериком Бантингом и Чарльзом Бестом (1922 год) началось всестороннее изучение механизма его действия на организм животных и человека. Было установлено, что введение больших доз инсулина вызывает развитие у животных тяжёлого гипогликемического «шока», нередко заканчивающегося летально [Cannon W.B. et al., 1924; Riddle o. et al., 1924]. Физиологи того времени, базируясь на результатах многочисленных исследований, высказывали мысль о токсическом воздействии высоких доз гормона на живой организм. Было установлено [Clark B.B. et al., 1935], что применение больших доз инсулина с целью увеличения массы тела у больных с нервной анорексией приводило к резким колебаниям уровня глюкозы в крови от гипо- до гипергликемии в течение суток, появлению гликемической кривой диабетоидного характера и признаков транзиторного сахарного диабета по окончании курса лечения.
M. Odin и соавт. (1935), назначавшие больным с нервной анорексией по 40 ЕД инсулина трижды в сутки, наблюдали диабетоидные отклонения в течение двух недель по окончании курса лечения. J. Goia и соавт. (1938) отмечали колебания гликемии от гипо- до гипергликемии после единственной инъекции инсулина.
Выраженную гипергликемию и глюкозурию после гипогликемии наблюдали в психиатрической практике при лечении больных шизофренией инсулиновыми шоками и у лиц с опухолями бета-клеток панкреатических островков (инсулино́мами), сопровождающимися эпизодами тяжёлых гипогликемий. У большинства больных после удаления инсулиномы также отмечались признаки транзиторного сахарного диабета [Wilder R.M. et al., 1927; Nankervis A. et al., 1985].
Феномен парадоксального повышения гликемии в ответ на повышение дозы вводимого инсулина отмечали и при лечении больных сахарным диабетом. Ещё E.P. Joslin в 1922 году подводя первые итоги инсулинотерапии, указывал на повышение уровня гликемии у больного сахарным диабетом при увеличении ему дозы инсулина. Не имея достаточного опыта, он дозировал инсулин крайне осторожно — у большинства наблюдаемых им больных удовлетворительная компенсация углеводного обмена наступала при введении 11 ЕД инсулина короткого действия в сутки (дробно перед приёмами пищи).

## Этиология
Введение неадекватно высоких доз инсулина (передозировка инсулина) — синдром обусловлен хронической передозировкой инсулина.
Гипогликемия любого происхождения (передозировка инсулина, чрезмерная физическая нагрузка, недостаточное питание, приём алкоголя) вызывает рикошетную гипергликемию (постгипогликемическую гипергликемию), которая продолжается 8—24 ч. Рикошетная гипергликемия, описанная М. Шомодьи в 1939 году, была вызвана передозировкой инсулина и продолжалась целых 72 часа.

## Патогенез
Патогенез феномена постгипогликемической гипергликемии, впервые сформулированный М. Шомодьи в 1941 году, в значительной степени прояснился после исследований Г. Селье (1977), посвящённых проблеме стресса:
1. В ответ на введение больших доз инсулина концентрация глюкозы в крови резко снижается.
2. Развившаяся гипогликемия — тяжёлая стрессовая ситуация, угрожающая жизни.
3. Любой стресс, мобилизуя в первую очередь гипоталамо → гипофизарно → надпочечниковую и симпатико-адреналовую системы, приводит к резкому повышению уровня адреналина, АКТГ, кортизола, СТГ, глюкагона и других гормонов.[2] Все перечисленные гормоны обладают общим свойством — гипергликемизирующим и жиромобилизующим действием (липолиз → кетогенез → появление кетоновых тел в циркулирующей крови), что является важнейшим защитно-приспособительным механизмом (для выживания организма в необычных условиях требуется большое количество энергии, которое обеспечивают гормоны с выраженным контринсулярным действием). Таким образом, организм самостоятельно справляется с гипогликемией. Однако чаще всего, после такой реакции регистрируется не нормо-, а гипергликемия[4].

Избыток инсулина и гипогликемия, стимулируя секрецию контринсулярных гормонов, вызывают рикошетную гипергликемию.

## Клиническая картина
В 1959 году M. Somogyi впервые описал особенности клинического течения сахарного диабета у больных, получавших большие дозы инсулина.
Клиническая картина данного осложнения инсулинотерапии многолика — необходимо тщательное наблюдение и обследование с целью выявления скрытых гипогликемий. Внезапные приступы слабости, головокружения, исчезающие после приёма пищи, головная боль — могут быть единственными симптомами гипогликемии. Ночные гипогликемии сопровождаются нарушениями сна, кошмарными сновидениями, потливостью, головной болью, разбитостью после пробуждения и сонливостью в течение дня. Часты неустойчивость настроения, раздражительность, депрессия, слезливость, у детей и подростков — агрессивность, негативизм, отказ от еды. Синдром Шомодьи чаще развивается у детей, в подростковом и молодом возрасте (у больных, получающих избыточные дозы инсулина). Важный симптом — несмотря на постоянную декомпенсацию сахарного диабета, больные не худеют, а некоторые даже прибавляют в массе.
Основные проявления синдрома хронической передозировки инсулина:
1. крайне лабильное течение сахарного диабета с резкими колебаниями гликемии в течение суток и склонностью к кетозу;
2. частые явные или скрытые гипогликемии;
3. прибавка массы тела, несмотря на хроническую декомпенсацию заболевания;
4. ухудшение течения сахарного диабета при повышении дозы инсулина и возможность достижения компенсации его при существенном снижении дозы инсулина.

Выброс контринсулярных гормонов на фоне инсулинотерапии ведёт к значительным перепадам концентрации глюкозы в сыворотке крови, что объясняет нестабильное течение инсулинозависимого сахарного диабета у многих пациентов. Иногда повышение уровня контринсулярных гормонов бывает весьма сильным и продолжительным — развивается кетонурия и даже диабетический кетоацидоз. «Запущеные» гипогликемии трудно отличить от кетоацидоза.
Таким образом, гипергликемия, особенно по ночам и в утренние часы, может быть вызвана не дефицитом, а передозировкой инсулина. В таких случаях гипергликемию можно предупредить, снижая дозы инсулина.
Признаки «скрытых» или нераспознанных гипогликемий:
1. внезапно возникающая слабость, головная боль, исчезающие после приёма пищи, богатой углеводами;
2. головокружение;
3. внезапные и быстропроходящие нарушения зрения;
4. снижение физической или интеллектуальной трудоспособности;
5. нарушения сна (кошмарные сновидения, поверхностный, тревожный сон);
6. трудное пробуждение, чувство «разбитости» по утрам;
7. сонливость в течение дня;
8. немотивированные внезапные изменения настроения и поведения (плохое настроение, депрессия, слезливость, капризы, агрессивность, негативизм, отказ от еды, редко — эйфория).

## Особенности течения сахарного диабета при СХПИ
Сахарный диабет, сочетающийся с синдромом хронической передозировки инсулина, характеризуется особенно тяжёлым, лабильным течением. По мере увеличения сроков получения пациентом завышенных доз инсулина явные гипогликемические состояния встречаются реже — гипогликемия протекает скрыто. Нередко наблюдаются неожиданные, немотивированные изменения настроения и поведения: одни в процессе какого-либо увлекательного занятия или игры неожиданно теряют интерес к происходящему, становятся безучастными, вялыми, замкнутыми и апатичными, другие, наоборот — обидчивыми, агрессивными и неуправляемыми, реже — эйфоричными. Иногда на фоне острого чувства голода пациенты проявляют необъяснимый негативизм к еде и упорно отказываются от неё. Гипогликемические состояния с типичной клинической картиной встречаются у 35,3 % пациентов. Наиболее часто пациенты предъявляют жалобы на гипогликемии, отмечают плохое самочувствие, частые приступы слабости, головную боль, головокружение, нарушение сна, чувства разбитости и сонливость в течение дня. При передозировке препаратов инсулина пролонгированного действия с максимальной активностью в вечерние и ночные часы, сон становится поверхностным, тревожным, часты кошмарные сновидения. Во сне дети плачут, кричат, а при пробуждении отмечается спутанность сознания и ретроградная амнезия. После таких ночей пациенты в течение всего дня остаются вялыми, капризными, раздражительными, угрюмыми и апатичными. Многие пациенты отмечают внезапные быстропроходящие нарушения зрения в виде мелькания ярких точек, «мушек», появление «тумана», «пелены» перед глазами или двоения.
Признаки хронической передозировки инсулина:
1. крайне тяжёлое лабильное течение сахарного диабета;
2. резкие колебания уровня гликемии в течение суток;
3. наличие постоянных явных или скрытых гипогликемий;
4. склонность к кетоацидозу;
5. повышенный аппетит;
6. отсутствие потери (или даже прибавка) массы тела при выраженных признаках декомпенсации болезни, высокой глюкозурии;
7. снижение физической и интеллектуальной трудоспособности;
8. улучшение (а не ухудшение) показателей углеводного обмена на фоне присоединившегося интеркуррентного заболевания;
9. ухудшение (а не улучшение) показателей углеводного обмена и самочувствия больного на фоне повышения дозы инсулина;
10. ацетонурия без высокой глюкозурии.

## Диагностика
Диагностика синдрома хронической передозировки инсулина представляет значительные трудности. Это обусловлено тем, что характе́рные метаболические нарушения у больных сахарным диабетом, возникающие в результате и дефицита, и передозировки инсулина, абсолютно идентичны. Обычные методы обследования (определение уровня гликемии, глюкозурии, ацетонурии и диуреза) не позволяют дифференцировать состояния, обусловленные недостаточным или избыточным введением инсулина. Часто попытки подтвердить наличие низкого уровня гликемии при подозрении на гипогликемию оказываются неудачными потому, что клинические симптомы гипогликемии могут возникать при относительно высоких показателях гликемии, так как сам факт резкого падения уровня глюкозы в крови (даже если он не достигает гипогликемических значений), создаёт условия для голодания мозга и запускает механизм контррегуляции [Clements R.S. et al., 1968; Oleesky S. et al., 1974]. В этой связи целесообразно у каждого больного с тяжёлым (особенно лабильным) течением болезни заподозрить синдром Шомодьи — активно выявлять симптомы «скрытых» или нераспознанных гипогликемий.
Низкий уровень гликемии у больных с хронической передозировкой инсулина удаётся выявить лишь при постоянном контроле или чисто случайно. Так, E. Bruck и M. MacGillivray (1975) зарегистрировали гипогликемию у 7 из 8 детей с клиническими признаками синдрома хронической передозировки инсулина лишь при исследовании гликемии каждые 30 мин. в течение 48 ч.
Диагноз синдром хронической передозировки инсулина у больных с тяжёлым лабильным течением сахарного диабета устанавливают на основании:
- типичной клинической картины;
- частых гипогликемических состояний;
- высоких цифр суточной амплитуды колебаний гликемии (более 5,5 ммоль/л);
- высокой суточной дозы инсулина, превышающей рекомендуемую и/или высокой дозы инсулина, дающей максимальный эффект ночью.

## Дифференциальная диагностика
Феномен Шомодьи следует дифференцировать от феномена «утренней зари», который наблюдается не только у больных сахарным диабетом, но и у здоровых и выражается в рассветной гипергликемии, вызваной недостаточным базальным уровнем инсулина. Снижение базального уровня может быть обусловлено повышенной скоростью разрушения инсулина в печени в ранние утренние часы. Другая возможная причина дефицита инсулина — усиление секреции СТГ (контринсулярного гормона) в это же время. В любом случае для устранения или предупреждения рассветной гипергликемии требуется дополнительное количество инсулина. В отличие от феномена Шомодьи утренней гипергликемии не предшествует гипогликемия.
Рассветную гипергликемию следует отличать от синдрома хронической передозировки инсулина и рикошетной гипергликемии после ночной гипогликемии. Для дифференциальной диагностики необходимо определить уровень гликемии между 2:00 и 4:00. У пациентов с синдромом Шомодьи и рикошетной гипергликемией обычно обнаруживается гипогликемия. У больных с рассветной гипергликемией уровень глюкозы в ночное время не снижается. Также принципиально отличается и коррекция состояния: при синдроме Шомодьи дозы инсулина уменьшают, а при рассветной гипергликемии — увеличивают или меняют схему инсулинотерапии.

## Лечение
Лечение хронической передозировки инсулина заключается в коррекции дозы инсулина. При подозрении на синдром Шомодьи суточную дозу инсулина снижают на 10—20 % при тщательном наблюдении за больным. Различают две методики снижения дозы инсулина: медленную (дозу гормона уменьшают в течение 2—3 месяцев) и быструю (дозу снижают в течение 10—14 дней). Легче и быстрее провести адекватную коррекцию дозы инсулина при использовании интенсифицированной инсулинотерапии.
Однако, лечение синдрома представляет ещё бо́льшие трудности, чем его диагностика. Исходя из данных о патогенезе этого синдрома, складывается впечатление, что достаточно лишь снизить дозу инсулина. Однако, как показали результаты анализа данных литературы и собственные наблюдения, снижение дозы инсулина довольно редко приводит к быстрому улучшению течения сахарного диабета [Bruck E., MacGillivray M., 1975; Rosenbloom A.L. et al., 1977].
Наиболее благоприятные результаты лечения синдрома хронической передозировки инсулина получали при рационализации всех видов терапии — принципиально меняется характер диетотерапии: количество углеводов приводится к физиологическим нормам, инсулин вводят многократно (перед каждым приёмом пищи), большое внимание уделяется физическим нагрузкам. Именно такой комплексный подход к лечению больных позволяет получить положительные результаты.

## Прогноз
При своевременно распознанном синдроме хронической передозировки инсулина и грамотной коррекции терапии сахарного диабета — благоприятный. Если нет — систематическое повышение дозы инсулина, усугубление метаболических нарушений, течение диабета становится всё тяжелее и лабильнее.

## Профилактика
По мнению E. Bruck и M.H. MacGillivray (1974, 1975), A.L. Rosenbloom и соавт. (1977), E. Gale и R. Tattersall (1979), синдром Шомодьи встречается у 70 % всех детей с сахарным диабетом и у 90 % больных с лабильным течением болезни. Основные направления:
- грамотный подход к диетотерапии сахарного диабета (основная составляющая компенсации углеводного обмена), планирование питания, умение рассчитать углеводную ценность пищи, произвести адекватную замену продуктов и т. д.;
- рациональный характер инсулинотерапии;
- подвижный образ жизни — использование дозированных физических нагрузок в лечении сахарного диабета, особенно у лиц с вынужденным «сидячим» образом жизни;
- должный контроль за течением болезни;
- правильная оценка полученных при контроле данных и самочувствия.

Профилактика синдрома хронической передозировки инсулина должна быть направлена на уменьшение всех видов гипогликемизирующей терапии сахарного диабета и повышение самоконтроля заболевания. Реальный путь профилактики данного синдрома — изучение пациентом и членами его семьи обязательного курса обучения принципам самоконтроля и создание условий для его проведения в повседневной жизни: систематический контроль (самоконтроль) течения болезни → ухудшение самочувствия и/или показателей углеводного обмена → уточнение причин декомпенсации и принятие решения.